# Retje nad Trbovljami
Retje nad Trbovljami este o localitate din comuna Trbovlje, Slovenia.